# PSO-1

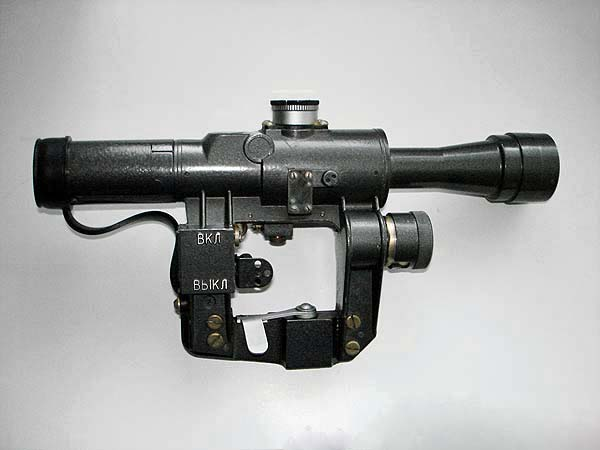
現行のPSO-1M2照準器

PSO-1（ロシア語：ПСО-1、Прицел снайперский оптический、ラテン文字表記：Pritsel Snajperskij Opticheskij、日本語：狙撃用光学照準器）は、ソビエト連邦で1963年に開発された光学照準器である。

## 概要
PSO-1は、選抜射手が使用する光学照準器としてSVD狙撃銃用に開発された。PSO-1は登場時点において、大量生産されたマークスマンライフル・狙撃銃に用いる光学照準器としては最も技術的に進んだものであった。
現在はノヴォシビルスクのNPZが製造を行っている。現行のモデルはPSO-1M2であるが、原型との違いは赤外線投光器検知用フィルターを廃止したことである。

## 構成

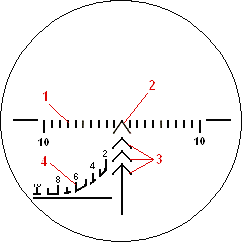
PSO-1の照準線。
1-水平補正目盛
2-主照準点
3-補助照準点
4-簡易距離計

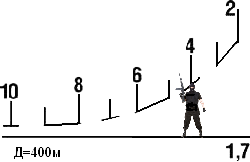
距離計の使用例。イラストでは400m

PSO-1の本体はマグネシウム合金から成っている。PSO-1は簡易なダイオード電球によって照らされる緑色の照準線（初期は電球色、派生型では赤色）が特徴的である。また、他の特徴としてよく研がれて何層にもコーティングされた光学部品・こすり傷から保護するためのエナメル焼付け仕上げ・素早い取り外しが可能な延長の日よけなどがある。内部にはレンズの曇り防止のために窒素が封入されており、PSO-1は-50~+50℃の環境で使用することができる。PSO-1は軍で使用される照準器の中でも上位のものであると考えられている。
上下方向調節用のエレベーション・ターレットは、BDC（Bullet Drop Compensator：弾道補正機構）としての性質を持っており、100-1,000mの範囲にある目標と交戦できるように50mもしくは100m単位での調節が可能である。BDCは一定の空気密度の下で、ある銃と弾薬との組み合わせによる固有の弾道曲線に合わせて調節する必要がある。従って環境や気象条件がBDC調節時と著しく異なるような状況下では誤差が生じることとなる。射手はこのような誤差を補正するために訓練を積む必要がある。BDCや垂直方向の照準線調節に加えて、編流や水平方向の照準線の調節についても射手がターレットの蓋を外すことなく操作できるなど、簡単に調節を行うことが可能である。
PSO-1の特徴的なマウントはSVDの側面レールへの取り付けを考慮した設計がなされている。このレールはワルシャワ条約機構で用いられるアリ継ぎ式（dovetail）のもので、PSO-1を銃に装着すると照準器の軸線は尾筒の中心線よりも左側にオフセットされる形になる。マウントはロッキング・レバーに固定するための溝付きナットを有する。留め金をばねで固定する際のテンションはナットを調節することで必要に応じて強くすることも弱くすることも可能である。
PSO-1と共に支給される付属品としては接眼部に取り付けて余計な像が写り込まないようにするためのフード、運搬・保管時に使用するケースなどがある。

### 照準線
中央上部の山マーク（＾）は、主照準点である。主照準点の下側に並んだ3個の山マークはBDCで調整可能な射距離である1,000mを超える目標に対して射撃する際に使用する補助照準点である。主照準点の照準距離が1,000mのとき、3つの補助照準点は上から順に1,100m・1,200m・1,300mを表している。
水平方向に並んだ左右10個の目盛は偏流や移動目標に対する照準の補正、あるいは照準としても使用する。また、目盛の間隔は1ミルであり、これを利用して簡易距離計としても利用可能である。例として、ある物体の幅が5mであるとき、その物体が10目盛の幅に見える場合の距離は500mであると分かる。
左側は簡易距離計（en:Stadiametric rangefindingも参照）であり、1.7m高の物体もしくは人間との距離を200-1,000mの範囲内で求めることができる。使用法は目標の下端を直線、目標の上端を曲線に合わせることで曲線に刻まれている目盛から目標との距離を素早く読み取ることができる。
PSO-1の照準線のレイアウトは他のワルシャワ条約機構加盟国で製造された照準器においても見ることができる。
{-}

## 性能
- 拡大率：4x
- 対物レンズ経：24mm
- 視野：6°
- 射出瞳：6mm
- アイレリーフ：80mm
- 分解能：12分
- 照準線蛍光用電源：AAバッテリー 1個
- 重量：0.6kg
- 全長x全幅x全高：375x70x132mm

## 類似する照準器
- 朝鮮民主主義人民共和国：78式
- セルビア：ZRAK M-76 4x 5°10'/ZRAK ON-M76
- 中国：Type-JJJ
- 東ドイツ：PSO
- ルーマニア：I.O.R.製 LPS 4x6° TIP2
- ロシア：PSO 4x24M, PSO 6x24M, PSO 6x42, PSO 8x42, PSO 8x42D, PSO 4-8x42D, 1P21 (PO 3-9x42M）[2]
- ベラルーシ：POSP

## ギャラリー

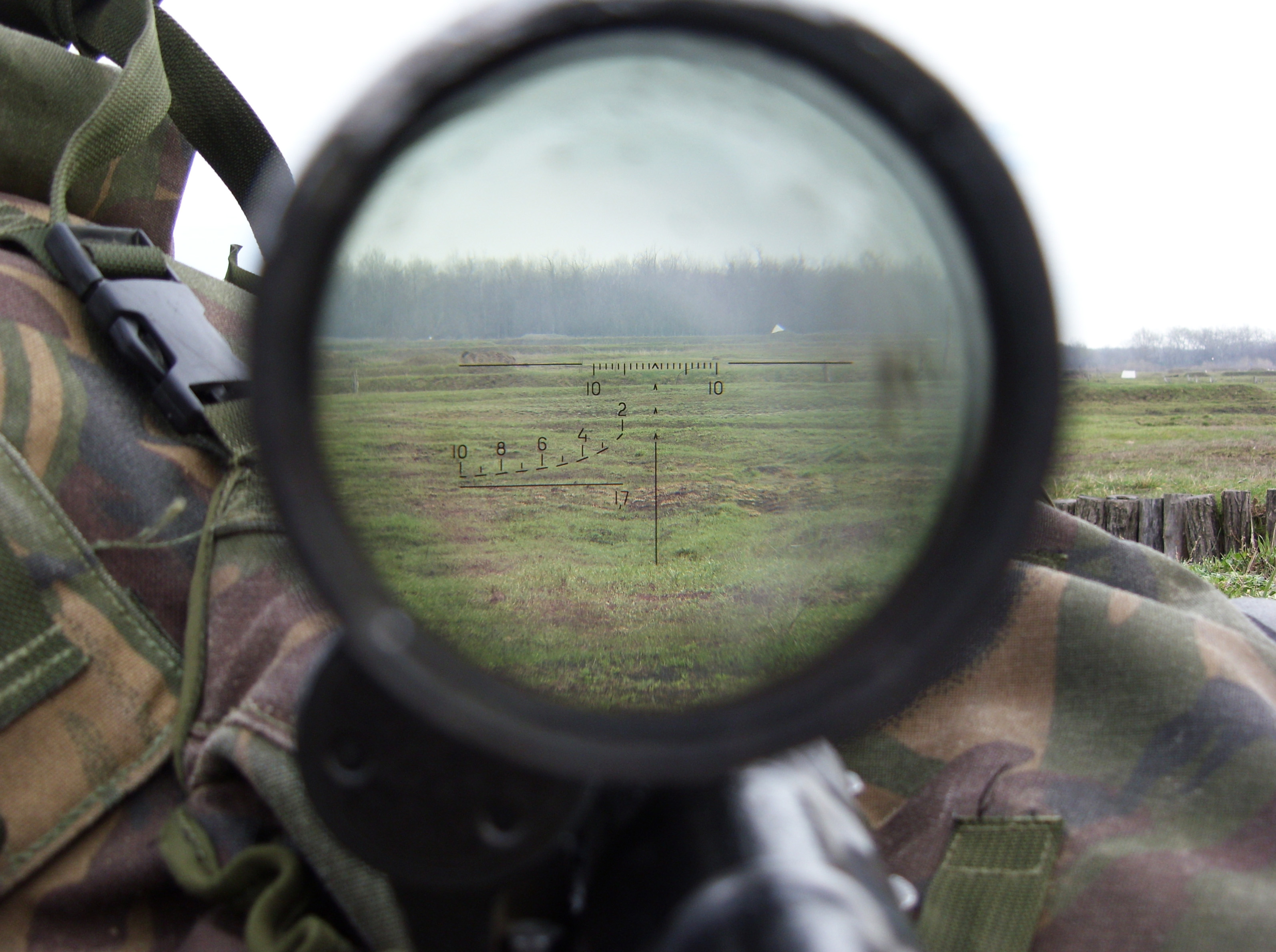
PSO-1を通した風景
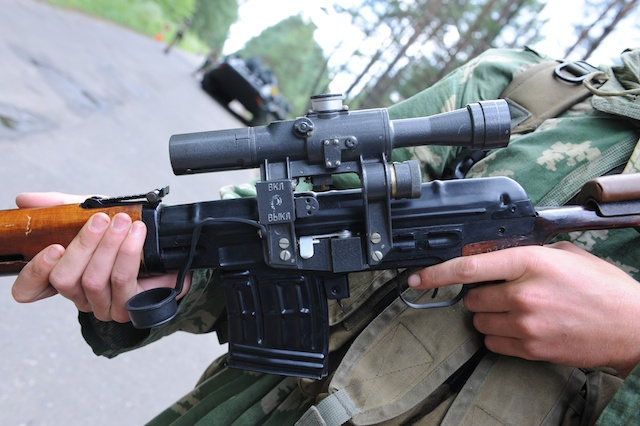
ドラグノフ狙撃銃に装着したPSO-1
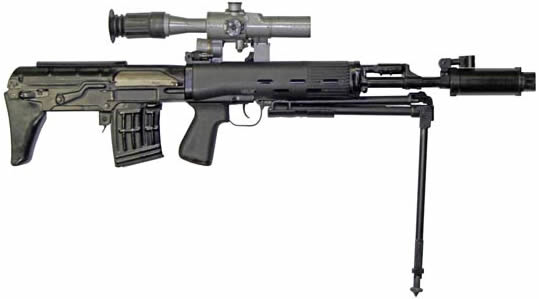
SVUに装着されたPSO-1